# Erina consimilis
Erina consimilis är en fjärilsart som beskrevs av Waterhouse 1942. Erina consimilis ingår i släktet Erina och familjen juvelvingar. Inga underarter finns listade i Catalogue of Life.